# 醜尾鯙
醜尾鯙，輻鰭魚綱鰻鱺目鯙亞目鯙科的其中一種，分布於西印度洋的查戈斯群島、太平洋區，包括東加、夏威夷群島、吉爾伯特群島、馬紹爾群島等海域，棲息深度8-18公尺，體長可達19公分，為底棲性魚類，生活在潟湖、臨海礁石，屬肉食性，生活習性不明。

## 擴展閱讀
維基物種上的相關：醜尾鯙